# Bistum Ardagh
Das Bistum Ardagh und Clonmacnoise (lateinisch Dioecesis Ardachadensis et Cluanensis, irisch Deoise Ardach agus Chluain Mhic Nóis, englisch Diocese of Ardagh and Clonmacnoise) ist eine in Irland gelegene römisch-katholische Diözese, benannt nach den Orten und ehemaligen Bischofssitzen Ardagh und Clonmacnoise. Heutiger Bischofssitz ist Longford.

## Geschichte
Das Bistum Ardagh ist bereits im 5. Jahrhundert entstanden, als erster Bischof gilt St. Mel, ein Neffe und Mitstreiter St. Patricks und heutiger Patron des Bistums. 1152 wurde das Bistum Ardagh endgültig in der Synode von Kells errichtet und dem Erzbistum Armagh als Suffraganbistum unterstellt. 1756 wurde es mit dem Bistum Clonmacnoise vereinigt.

## Weblinks

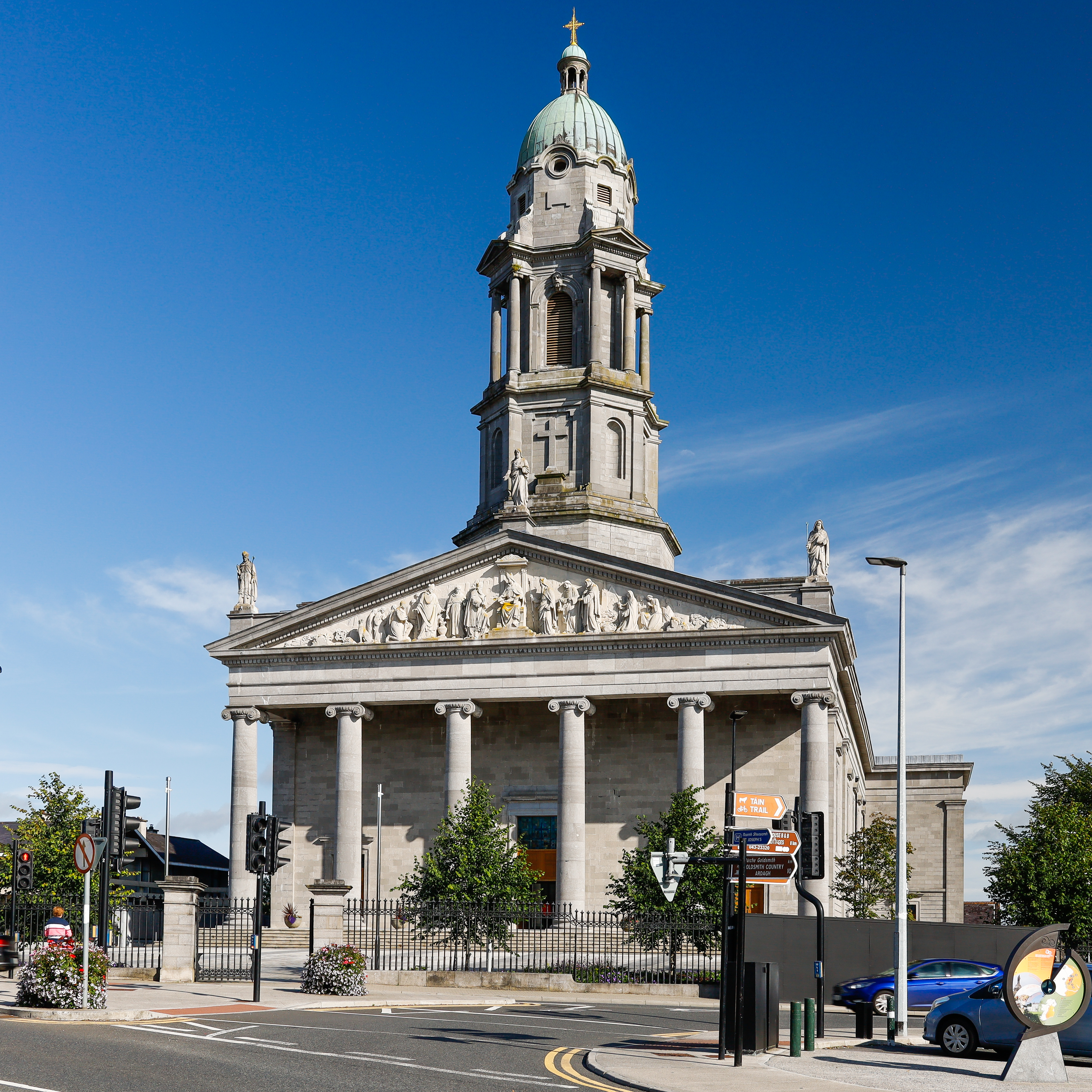
Kathedrale St. Mel in Longford